# Унтермюнкхайм
Унтермюнкхайм (нем. Untermünkheim) — община в Германии, в земле Баден-Вюртемберг. 
Подчиняется административному округу Штутгарт. Входит в состав района Швебиш-Халль.  Население составляет 3004 человека (на 31 декабря 2010 года). Занимает площадь 27,14 км².